# Jag vill taga frälsningens bägare
Jag vill taga frälsningens bägare är en psalm med text ur Psaltaren 116. Musiken är skriven 1967 av Henry Weman.

## Publicerad som
- Nr 915 i Psalmer i 90-talet under rubriken "Psaltarpsalmer och Cantica".